# Barbara Haering

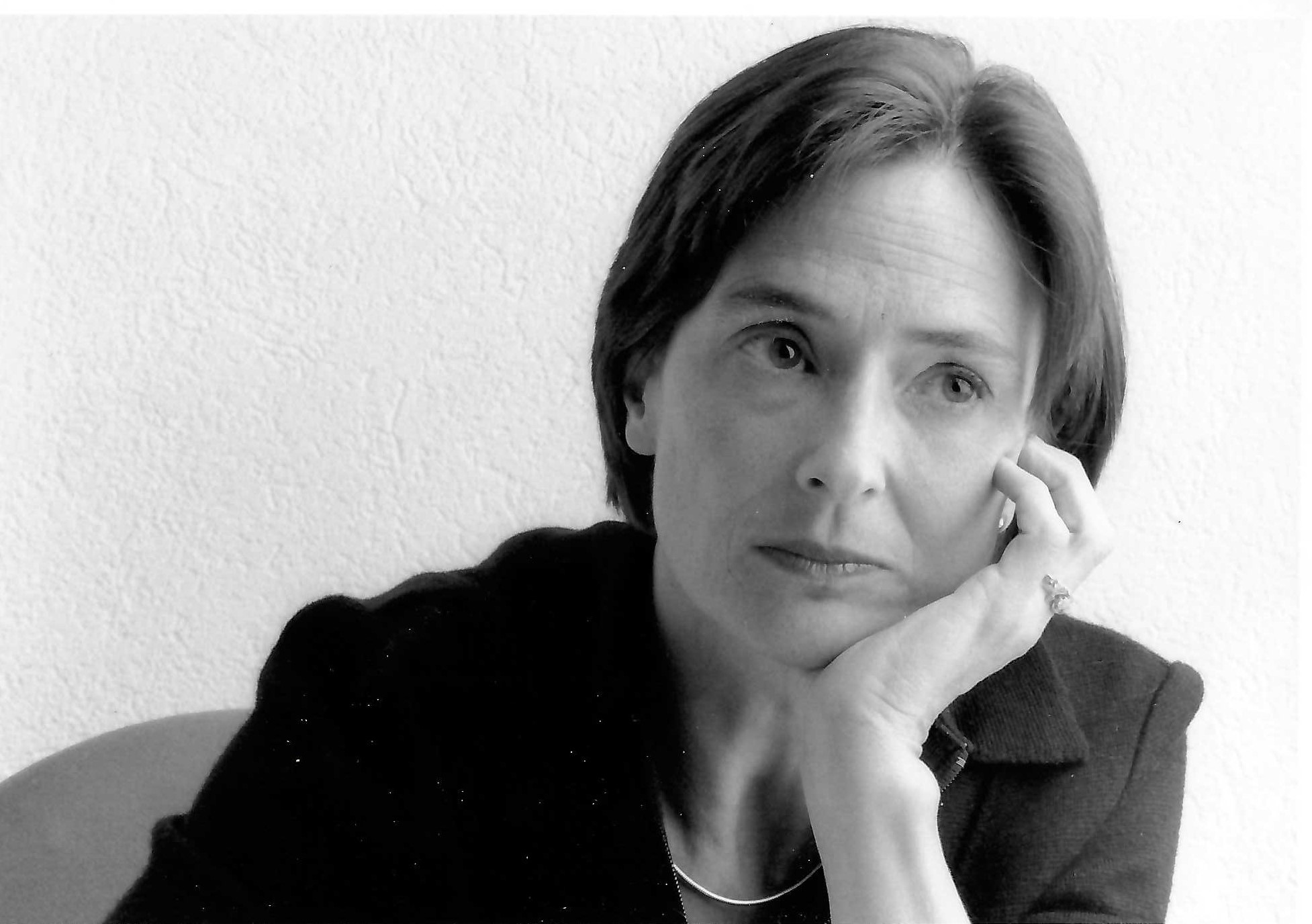
Barbara Haering, um 1997, zur Zeit ihrer Mitgliedschaft im schweizerischen Nationalrat

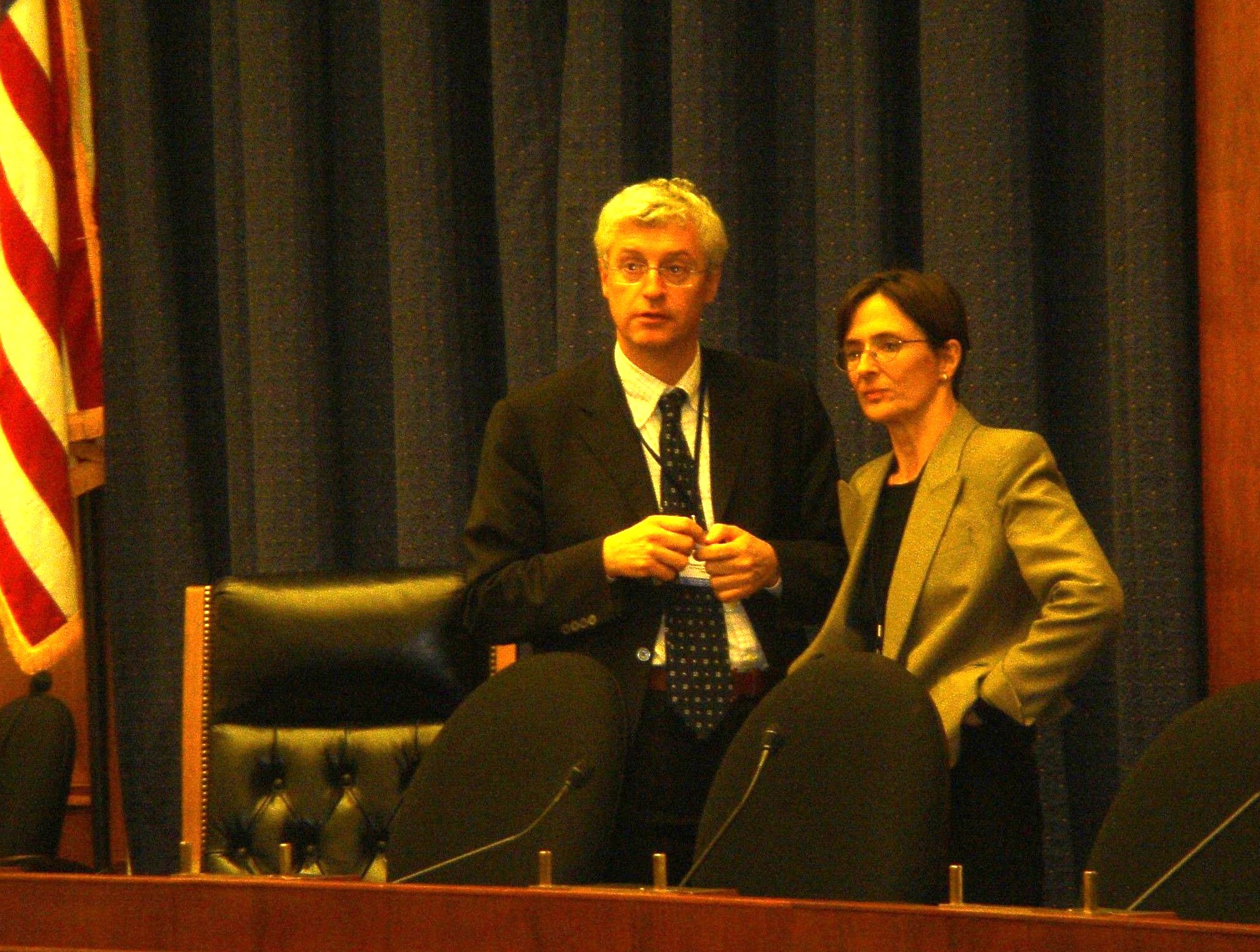
OSZE-Wahlbeobachtungsmission in den Vereinigten Staaten, 2004, mit Giovanni Kessler

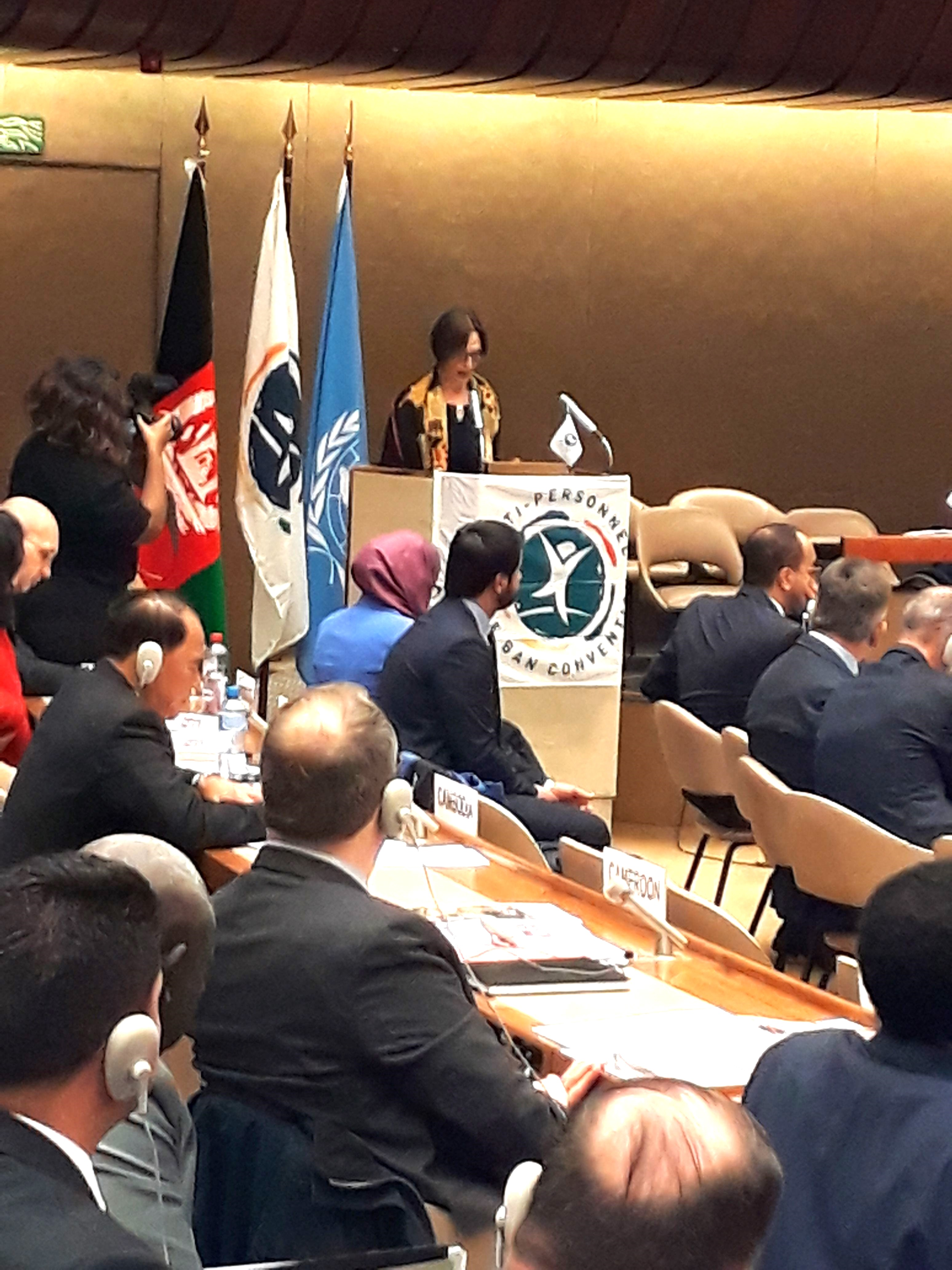
Treffen des Übereinkommens zum Verbot von Antipersonen-Minen, 2018 in Genf, Palais des Nations

Barbara Haering (* 20. September 1953 in Montreal) ist eine Schweizer Politikerin (SP) und Unternehmerin. Sie ist kanadische und schweizerische Staatsbürgerin.

## Leben
Haering studierte Umweltwissenschaften an der ETH Zürich. Sie war die erste Präsidentin des Verbandes der Studierenden der ETH Zürich (VSETH). Sie schloss ihr Studium mit einem Doktorat über partizipative Prozesse in der Ortsplanung ab. 2009 wurde ihr die Ehrendoktorwürde der Universität Lausanne verliehen.
Zwischen 1990 und 2007 war Haering für die Sozialdemokratische Partei (SP) Mitglied des Nationalrats. Sie präsidierte im Parlament die Sicherheitspolitische Kommission sowie die Kommission für Wissenschaft, Bildung und Kultur. Als Vizepräsidentin der Parlamentarischen Versammlung der Organisation für Sicherheit und Zusammenarbeit in Europa (OSZE) nahm sie an zahlreiche Wahlbeobachtungsmissionen teil und leitete u. a. die OSZE-Mission zur Beobachtung der US-amerikanischen Präsidentschafts- und Kongresswahl (2004, Bush vs. Kerry). Als Wegbereiterin des straflosen Schwangerschaftsabbruchs in der Schweiz reichte sie 1993 eine parlamentarische Initiative ein, die 2002 als "Fristenlösung" in einer Volksabstimmung angenommen wurde.
Nach ihrem Rücktritt aus dem Parlament setzte sie ihr Engagement in friedens-, sicherheits- und umweltpolitischen Fragen fort. Sie wirkte u. a. als Schweizer Vertreterin in der Panel of Eminent Persons mit, die 2015 einen Bericht zu den Lehren aus der Ukraine-Krise für die OSZE mit Empfehlungen zur Stärkung der europäischen Sicherheit vorlegte. Haering präsidiert den Stiftungsrat des Genfer Internationalen Zentrums für Humanitäre Minenräumung (GICHD). Sie ist Commissioner der Internationalen Kommission für vermisste Personen (ICMP) mit Sitz in Den Haag. Wissenschaftspolitisch ist Haering als Vizepräsidentin des Rates der Eidgenössischen Technischen Hochschulen (ETH-Rat) engagiert. Sie ist Präsidentin des Strategischen Rates der Universität Genf sowie Mitglied des Hochschulrates der TU Dresden und des Innovationsrates der TU Graz. Haering ist Mitglied der Schweizerischen Nationalen Expertengruppe für Naturgefahren (PLANAT).
Barbara Haering arbeitet an der Schnittstelle von strategischer Planung, wissenschaftlicher Expertise, angewandter Forschung, Entscheidungsfindung und Umsetzung in Institutionen und Unternehmen. Als unabhängige Beraterin für öffentliche Verwaltungen, Ministerien, Universitäten und private Unternehmen konzentriert sie sich auf die Bereiche Forschung und Innovation sowie auf die Reform des öffentlichen Sektors. Dazu baute sie während 25 Jahren als Partnerin, Geschäftsleiterin und Verwaltungsrätin die Firma econcept AG in Zürich mit rund 25 Mitarbeitenden auf. Seit 2022 führt sie ihre Arbeit in einer Firma unter ihrem Namen weiter. Sie ist Dozentin für öffentliches Management an der Universität Lausanne, wo sie auch als Präsidentin der Stiftung des Institut des hautes études en administration publique (idheap) wirkte.
In ihrem Privatleben ist sie Mutter und Grossmutter. Ihr Ehemann ist der Historiker Jacques Picard.